# ФК Амкар Перм
ФК Амкар Перм (рус. Футбо́льный клуб „Амка́р“ Пермь) је бивши руски фудбалски клуб из Перма. Био је учесник руске професионалне фудбалске лиге од 1994. године, а у Премијер лиги Русије од 2004. до 2018. Амкар је играо на стадиону Звезда.

## Историја
Фудбалски клуб Амкар се први пут појавио 5. маја 1993. године, када је тим састављен од радника фабрике минералних ђубрива одиграо први меч у купу града Перма.
Наредне године Амкар је постао шампион области Перм, а 1995. године Амкар постаје професионални клуб.
Клуб се 2009. године такмичио у квалификацијама за Лигу Европе, али је поражен од Фулама и није се пласирао у такмичење по групама.
Дана 13. јуна 2018. клуб није добио лиценцу за учествовање у сезони 2018/19. 18. јуна 2018. председник Генади Шилов је објавио да се клуб неће регистровати за ПФЛ и да ће бити угашен.

## Успеси
- Куп Русије
  - Финалисти (1): 2008.
- Фудбалска национална лига Русије
  - Шампиони (1): 2003.

## Амкар у Европи
| Сезона   | Такмичење   | Рунда   | Клуб  | Домаћин | Гост | Укупно |
| -------- | ----------- | ------- | ----- | ------- | ---- | ------ |
| 2009/10. | Лига Европе | Плеј оф | Фулам | 1:0     | 1:3  | 2:3    |